# Fritz Graack

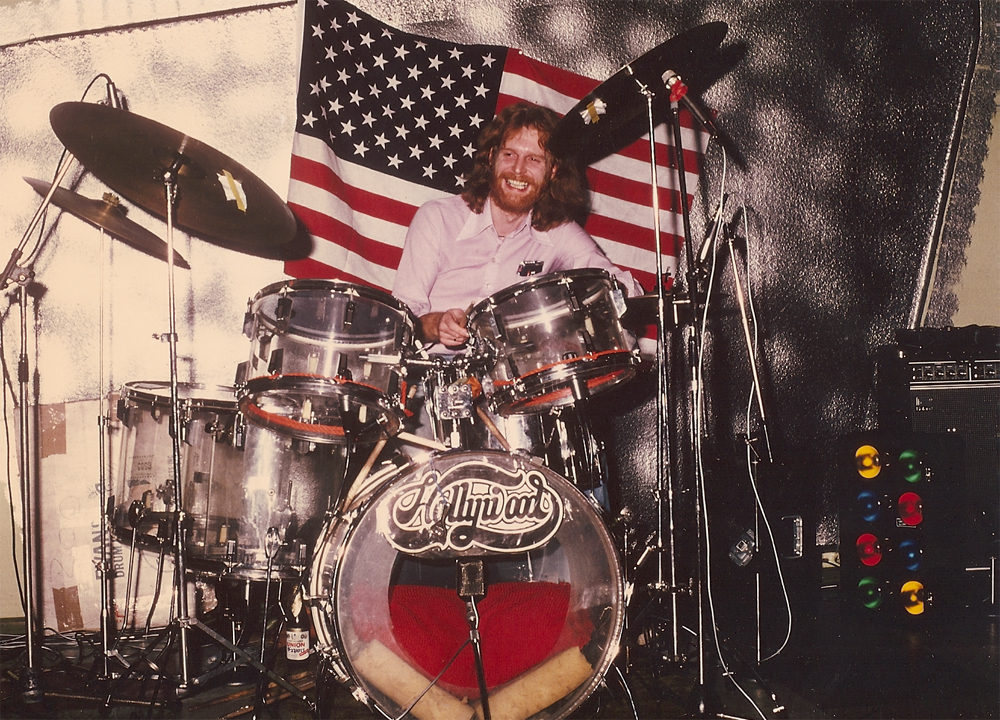
Fritz Graack (ca. 1977)

Fritz „Freddy“ Graack (* 18. März 1945 in Verden) ist ein deutscher Schlagzeuger.

## Leben und Wirken
Fritz Graack begann früh – als Autodidakt – das Schlagzeugspielen zu erlernen. Nach seiner Ausbildung bei der Deutschen Post und Verbeamtung beendete er mit 22 Jahren seine Beamtenkarriere und wurde Profi-Schlagzeuger.
Nachdem Fritz Graack 1964 mit den Hot Clarks seinen ersten Auftritt in dem legendären Hamburger Star Club hatte, nutzte er zunehmend die Möglichkeiten, sich mit anderen Musikern auszutauschen, aufzutreten und so seine Technik zu verbessern. In den folgenden Jahren tourte er überwiegend in der Schweiz, Italien und Frankreich.
Ende der 60er Jahre zog es Fritz Graack zurück nach Deutschland und er stieg bei den Tornados (eine der ältesten Rockbands Schleswig-Holsteins) ein. Unter dem Pseudonym Dorian Fleuris war Fritz Graack 1972 ebenfalls als Mitglied bei der Gruppe Candyfloss tätig, mit der in der Zeit zwei erfolgreiche Singles produziert wurden. Im Jahr 1973 war Graack Gründungsmitglied der Hamburger Rockformation Lake. In dieser Zeit erhielt Lake mit dem Album Paradise Island eine Goldene Schallplatte und im April 1977 für das Album Lake I den deutschen Schallplattenpreis.
1977 kam Fritz zur Mama Betty's Band und zu Hollywood (1977–1982).
In den 70er Jahren arbeitete Fritz Graack unter anderem mit Musikern wie Jürgen Marcus, Dorte, Ireen Sheer, Hans Hartz, Ian Cussick, Martin Tiefensee, Anthony Ventura, Ian O’Brien-Docker, John Kincade und den Evans Sisters zusammen.
Im Jahr 1980 gründete er mit Jürgen Behnke und Elmar Seeburger die Blues- und Rockband After Midnight.
Zwischen 1986 und 1991 war Fritz zusätzlich Schlagzeuger bei der Hans Dampf Band und von 1994 bis 1999 bei den Insiders tätig. Im Jahr 2003 kam er zum Orchester Champagne (2003–2008) und 2004 zu Stainless.
Seit 2008 ist Fritz Graack neben After Midnight auch im Collegium Musicum e. V. tätig engagiert.

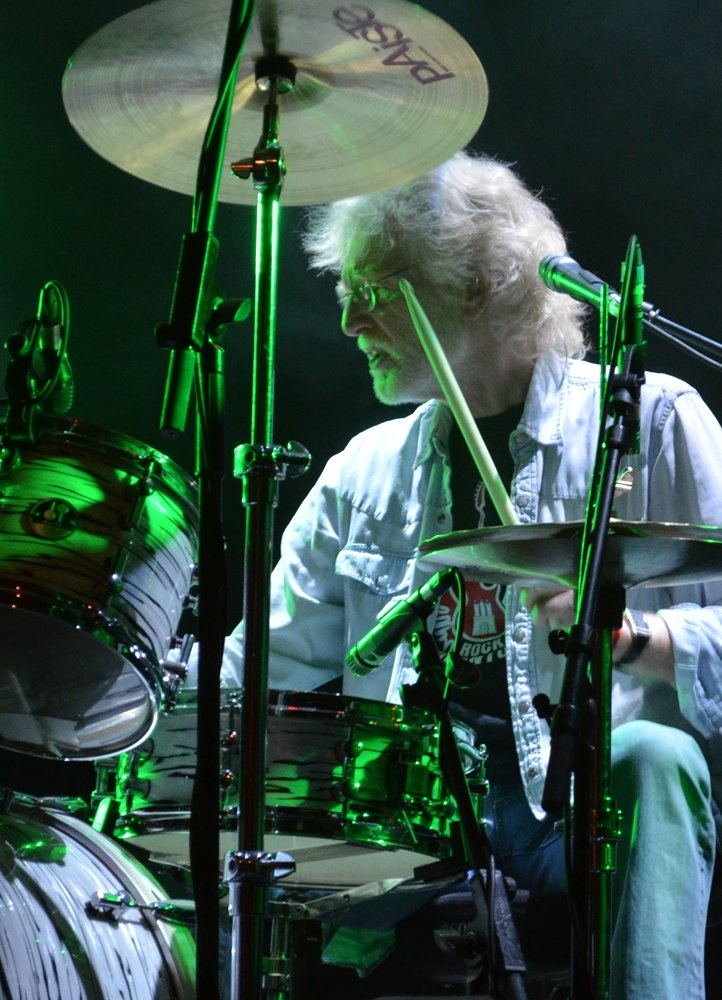
Fritz Graack (2012)

## Diskografie
- 1972 – Delta Queen (Candyfloss) – Polydor 2041367
- 1972 – I’m Lookin’ over My Shoulder (Candyfloss) – Polydor 2041 360
- 1973 – King of the Rock’n Roll Party (Lake) – Polydor 2041 416
- 1973 – She’s Alright (Lake) – Polydor 2041 416
- 1974 – Come Down (Lake) – Polydor 2041 468
- 1974 – We’re Gonna Rock (Lake) – Polydor 2041 468
- 2010 – After Midnight (After Midnight)
- 2013 – In My Mind (After Midnight)